# Chula Vista (Texas, Zavala megye)
Chula Vista statisztikai település az Amerikai Egyesült Államok Texas államában, Zavala megyében. Lakosainak száma 307 fő (2020. április 1.).

## Népesség
A település népességének változása:
| Lakosok száma | 400  | 450  | 307  |
|               | 2000 | 2010 | 2020 |